# 通济桥 (乌镇镇银杏社区)
通济桥，是中华人民共和国浙江省嘉兴市桐乡市乌镇镇的一座古桥，位于银杏社区西栅景区，明正德十年、清同治六年（1867）重建。通济桥为单孔拱桥，纵贯东西，与横跨西市河的仁济桥直角相连，合称“桥里桥”。通济桥桥联为“寒树烟中，尽乌戌六朝旧地；夕阳帆处，是吴兴几点远山”（南）、“通霅门开数万家，西环浙水；题桥人至三千里，北望燕京”（北）。已列为桐乡市文物保护单位。
2018年12月30日，通济桥公布为第六批桐乡市文物保护单位，编号6-98。